# Angas (langue)
Pour les articles homonymes, voir Angas.
L’angas (ou ngas, kerang, karang) est une langue afro-asiatique tchadique parlée par le peuple Angas au Nigeria, particulièrement dans l'État de Plateau. Bien que parfois appelé « karang », ce n’est pas la même langue que le karang parlé au Cameroun et au Tchad.
C'est une langue tonale.
En 1998 le nombre de locuteurs était estimé à 400 000.

## Écriture
| a | b | ɓ | c  | d | ɗ | dy | e | ə  | f | g | h | ḥ | i | j | k | l |
| m | n | ṇ | ny | o | p | r  | s | sh | t | u | v | w | y | z | ẓ | ʼ |

## Phonologie
Voyelles : /iː/ /ɪ/ /ɛ/ /ɨː/ /a/ /aː/ /u/ /uː/ /j/ /w/ /ɜi/ /e/ /o/.
Consonnes : /p/ /b/ /ɓ/ /t/ /d/ /ɗ/ /c/ /dj/ /ʄ/ /k/ /ɡ/ /tʃ/ /dʒ/ /f/ /v/ /s/ /z/ /ʃ/ /ʒ/ /ɣ/ /m/ /n/ /ɲ/ /ŋ/ /l/ /r/ /h/ /pʲ/ /bʲ/ /mʲ/.